# 克里斯托弗·本斯泰德
克里斯托弗·本斯泰德（英語：Christopher Benstead），美国音频工程师和音乐剪辑师。他因2013年電影《地心引力》赢得了奥斯卡最佳音响效果奖。

## 部分影视作品
- 地心引力[1]